# كريستيان سانشيز (لاعب كرة قدم)
كريستيان سانشيز (بالإسبانية: Christian Sánchez) (4 أبريل 1989 بغوادالاخارا في المكسيك - ) هو لاعب كرة قدم مكسيكي في مركز الدفاع. شارك مع منتخب المكسيك تحت 17 سنة لكرة القدم. أما مع النوادي، فقد لعب مع سانتوس لاغونا ونادي أطلس ونادي تشياباس ونادي تيكوس ونادي سان لويس ونادي موريليا الرياضي وAlebrijes de Oaxaca ‏.

## وصلات خارجية
- كريستيان سانشيز على موقع قاعدة بيانات كرة القدم.إي يو (الإنجليزية)